# Oberlauf der Milz
Oberlauf der Milz este o arie protejată (arie specială de conservare — SAC, sit de importanță comunitară — SCI) din Germania întinsă pe o suprafață de 64 ha, integral pe uscat.

## Localizare
Centrul sitului Oberlauf der Milz este situat la coordonatele 50°23′03″N 10°37′46″E / 50.3842°N 10.6294°E.

## Înființare
Situl Oberlauf der Milz a fost declarat sit de importanță comunitară în septembrie 2000 pentru a proteja 12 specii de animale. Situl a fost protejat și ca arie specială de conservare în iulie 2008.

## Biodiversitate
Situată în ecoregiunea continentală, aria protejată conține 3 habitate naturale: Liziere de ierburi înalte hidrofile de câmpie și de nivel montan până la alpin, Fânețe de joasă altitudine (Alopecurus pratensis, Sanguisorba officinalis), Păduri aluvionare cu Alnus glutinosa și Fraxinus excelsior (Alno-Padion, Alnion incanae, Salicion albae).
La baza desemnării sitului se află mai multe specii protejate:
- păsări (10): pescăruș albastru (Alcedo atthis), barză neagră (Ciconia nigra), Corvus monedula, capîntortură (Jynx torquilla), sfrâncioc roșiatic (Lanius collurio), Luscinia svecica cyanecula, gaia neagră (Milvus migrans), gaia roșie (Milvus milvus), mărăcinar (Saxicola rubetra), nagâț (Vanellus vanellus)
- nevertebrate (2): Austropotamobius torrentium, Unio crassus

Pe lângă speciile protejate, pe teritoriul sitului au mai fost identificate 1 specie de păsări, 1 specie de amfibieni, 6 specii de mamifere, 2 specii de nevertebrate, 6 specii de pești.